# ناطحة سحاب متحركة
تمتاز ناطحة السحاب المتحركة بقدرة طوابقها على الدوران حول محورها، وأول مبنى في العالم من هذه النوعية كان جناج فولارد الموجود كوريتيبا، البرازيل، ومن الأبراج التي صممت على هذه الفكرة أيضًا البرج الديناميكي (بالإنجليزية: Dynamic Tower)‏ في دبي.

## البرج الديناميكي
سيتم بناء هذا البرج في دبي، وهو من تصميم المعماري الإيطالي ديفيد فيشر، يتكوّن من 80 طابقًا، تتميّز جميعها بأنها مركبة من قطع مسبقة الصنع وبقدرتها على الحركة 360 درجة حول عمود مركزي عبر قوّة مولّدةٍ من توربينات الرياح الموجودة بين هذه الطوابق. من المتوقع أن يكون سعر الشقة ما بين 3.7 مليون دولار و 36 مليون دولار، وكذلك، كان متوقّعا أن تنتهي عمليات البناء مع نهاية عام 2014، وقدّرت التكلفة المتوقعة للمشروع ب 700 مليون دولار.

## موسكو
هناك خططٌ لبناء ناطحة سحاب متحركة من 70 طابقًا.

## روابط خارجية
فيديو البرج المتحرك على يوتيوب

## المراجغ
1. ↑  After the Vollard Suite by بابلو بيكاسو.
2. ↑  "Revolutionary buildings". The Economist نسخة محفوظة 12 يونيو 2018 على موقع واي باك مشين.
3. ↑  Moving skyscraper in Dubai نسخة محفوظة 12 ديسمبر 2018 على موقع واي باك مشين.
4. ↑  Moving skyscraper in Dubai and Moscow نسخة محفوظة 7 أكتوبر 2008 على موقع واي باك مشين.